# 大西十寸男
大西 十寸男（おおにし としお、俊夫とも、1896年（明治29年）8月18日 - 1947年（昭和22年）7月29日）は、日本の政治家、農民運動家。参議院議員（無所属懇談会、1期）。

## 経歴
三重県飯南郡花岡村（現:松阪市）生まれ。早稲田大学で建設者同盟に加わり、卒業後の1922年（大正11年）に日本農民組合関東同盟を組織。翌年には日農総本部書記となり、1927年（昭和2年）に日本共産党に入党。三・一五事件、四・一六事件で検挙された後に共産党から離党し、全国農民組合総本部書記を歴任。一方で労農派の立場から農民運動や左翼運動を指導し、人民戦線事件で検挙された。
戦後、日本農民組合の再建に関わり、1947年（昭和22年）2月には同会書記長になる。同年4月の第1回参議院議員通常選挙に全国区より出馬し110621票を獲得し当選（補欠、任期3年）。だが当選から約3ヶ月後の7月29日午後6時50分、東京帝国大学医学部の大槻外科にて逝去。選挙前より病魔に侵されていたが主治医の忠告を受ける中それを退け選挙活動や登院をしていたという。翌月1日の哀悼演説は楠見義男が読み上げた。